# Arrows (gruppo musicale)
Gli Arrows furono un gruppo musicale rock britannico formatosi a Londra nel 1973.

## Storia del gruppo
La band era formata dal cantante Alan Merrill, dal chitarrista Jake Hooker e dal batterista Paul Varley. Suonarono diversi singoli "hit" nel 1974 e nel 1975, come Touch Too Much, My Last Night With You e la famosissima I Love Rock 'n' Roll, tutti prodotti dalla RAK Records.
Le cover più famose di I Love Rock 'n' Roll sono state eseguite da Joan Jett e Britney Spears.
Gli Arrows hanno registrato due serie televisive nel 1976 e nel 1977, entrambe prodotte da Muriel Young.
A causa di un alterco legale, il gruppo è unico nella storia della musica pop televisiva. Sono stati l'unica band ad avere avuto due serie televisive settimanali senza registrare alcun album nel frattempo. Il loro ultimo singolo, Once Upon A Time, è uscito due mesi prima della prima puntata della prima serie nel 1976.

## Discografia

### Album studio
- 1976 - First Hit

### EP
- 2006 - Walk Away Renee - Dreamin'

### Raccolte
- 2001 - Singles Collection Plus
- 2002 - Tawny Tracks
- 2004 - A's B's and Rarities

### Singoli
- 1974 - Touch Too Much
- 1974 - Toughen Up
- 1975 - My Last Night With You
- 1975 - I Love Rock 'n' Roll/Broken Down Heart
- 1975 - Hard Hearted
- 1976 - Once Upon A Time